# Chiasmocleis centralis
Chiasmocleis centralis é uma espécie de anuro da família Microhylidae. Endêmica do Brasil, pode ser encontrada em Aruanã e Canabrava no estado de Goiás.